# Molophilus pulcherrimus
Molophilus pulcherrimus är en tvåvingeart som beskrevs av Edwards 1923. Molophilus pulcherrimus ingår i släktet Molophilus och familjen småharkrankar. Inga underarter finns listade i Catalogue of Life.